# Thermonotus ruber
Thermonotus ruber är en skalbaggsart som först beskrevs av Maurice Pic 1923.  Thermonotus ruber ingår i släktet Thermonotus och familjen långhorningar. Inga underarter finns listade i Catalogue of Life.